# Peter Hentges
Peter Hentges (Robert II. von Himmerod) (* 9. Mai 1714 in Driesch bei Lutzerath; † 27. Oktober 1782 in Himmerod) war ein deutscher Zisterzienser-Abt.

## Leben
Robert Hentges, der auf den Namen Peter getauft wurde, war ein Sohn des Gerichtsschöffen Matthias Hentges und dessen Ehefrau Maria geborene Bins aus Driesch bei Lutzerath. Nach Ende seines Schulbesuchs erlangte Hendges im Jahre 1730 seinen ersten akademischen Grad des Bakkalaureus und im Folgejahr 1731 legte er an der Trierer Artistenfakultät die Prüfung zum Magister ab. In die Zisterzienserabtei Himmerod trat er 1735 ein, legte dann am 24. Juni 1736 sein Ordensgelübde als Frater Robert ab und am 23. Mai 1739 erhielt er dort sein Weihesakrament zum Priestermönch. Im Jahre 1743 immatrikulierte er sich an der Theologischen Fakultät Trier, studierte dort Rechtswissenschaften und schloss sein Studium mit der Promotion ab. Danach wurde er Lektor der Theologie und Cellerar im Kloster Himmerod.
Nachdem Anselm Raskop, der 48. Abt von Himmerod am 16. Dezember 1751 verstorben war, wurde Hentges am 25. Januar 1752 unter Vorsitz des Heisterbacher Abtes Augustin Mengelberg zum Abt gewählt. Die Abtsweihe (Benediktion) erfolgte am 25. März 1752 in der Erzbischöflichen Hauskapelle in Trier mit Assistenz der Trierer Benediktineräbte von St. Maximin und St. Matthias. Obwohl Weihbischof Johann Nikolaus von Hontheim auf Weisung des Erzbischofs Franz Georg von Schönborn entgegen der sonst üblichen Ordensprivilegien als Erzbischöflicher Wahlkommissar eingesetzt worden war, blieben die Proteste des 
Konvents gegen Hontheims Rechtseingriffe ohne Erfolg.
Hentges, der über 30 Jahre als Abt die Geschicke der Abtei Himmerod geleitet hatte, wurde der gute geistliche und wirtschaftliche Stand des Klosters während seiner Amtszeit in höchst lobender Weise gewürdigt.

## Werke
- Wappen des Abtes Robert im Ziergiebel des Pfortenhauses in Himmerod: Unter den verschlungenen Ringen eine Hand, die ein Herz hält mit der Hausmarke der Familie Hentges aus Driesch.